# Вязовка (Астраханская область)
Вя́зовка — село в Черноярском районе Астраханской области, административный центр Вязовского сельсовета.

## География
Село находится на правом берегу реки Волги.

## История
Основано в 1739 году. На краю юго-восточной части кручи Сухой Вязовки возвышалось небольшое деревянное здание – это была почтовая станция, станционным смотрителем был Райков, он то и стал первым жителем Вязовской кручи. Дикость природы и степь привлекали сюда крепостных крестьян, бежавших с Украины, Подмосковья, Воронежской губернии и Тамбовщины. Среднюю часть села образовали выходцы из Харьковской губернии и Днепропетровска. Южная часть – Москва – построена переселенцами из Московской губернии. В 1844 году открылся молитвенный дом Иоанна Богослова. В 1846 году был заложен храм.
В 1934 году храм разрушили и на этом месте из леса храма построили школу, во главе которой стал Лаззев Леонтий Сергеевич. Работала с 1936 по 1989 год. После революции был образован первый колхоз «Красная Вязовка». В 1929 году были образованы три колхоза - «Партизан», «Большевик» и «Коммунар». В 1950 году все колхозы объединили в один – колхоз им. Молотова. В 1956 году колхоз переименован в «Красное Знамя».
На текущий момент количество дворов в селе 381.

## Экономика
Основным занятием населения является сельское хозяйство, скотоводство и рыбная ловля.

## Учреждения села
- Администрация
- Сбербанк России
- Сельское отделение почтовой связи
- МБОУ СОШ с.Вязовка
- Муниципальное Учреждение Культуры «Вязовский Культурно-досуговый центр»
- Библиотека
- ФАП
- магазины розничной торговли
- АЗС
- администрация МО «Вязовский сельсовет»
- ООО «Теплосоюз»